# Gerhard Christiaan Coenraad Pels Rijcken

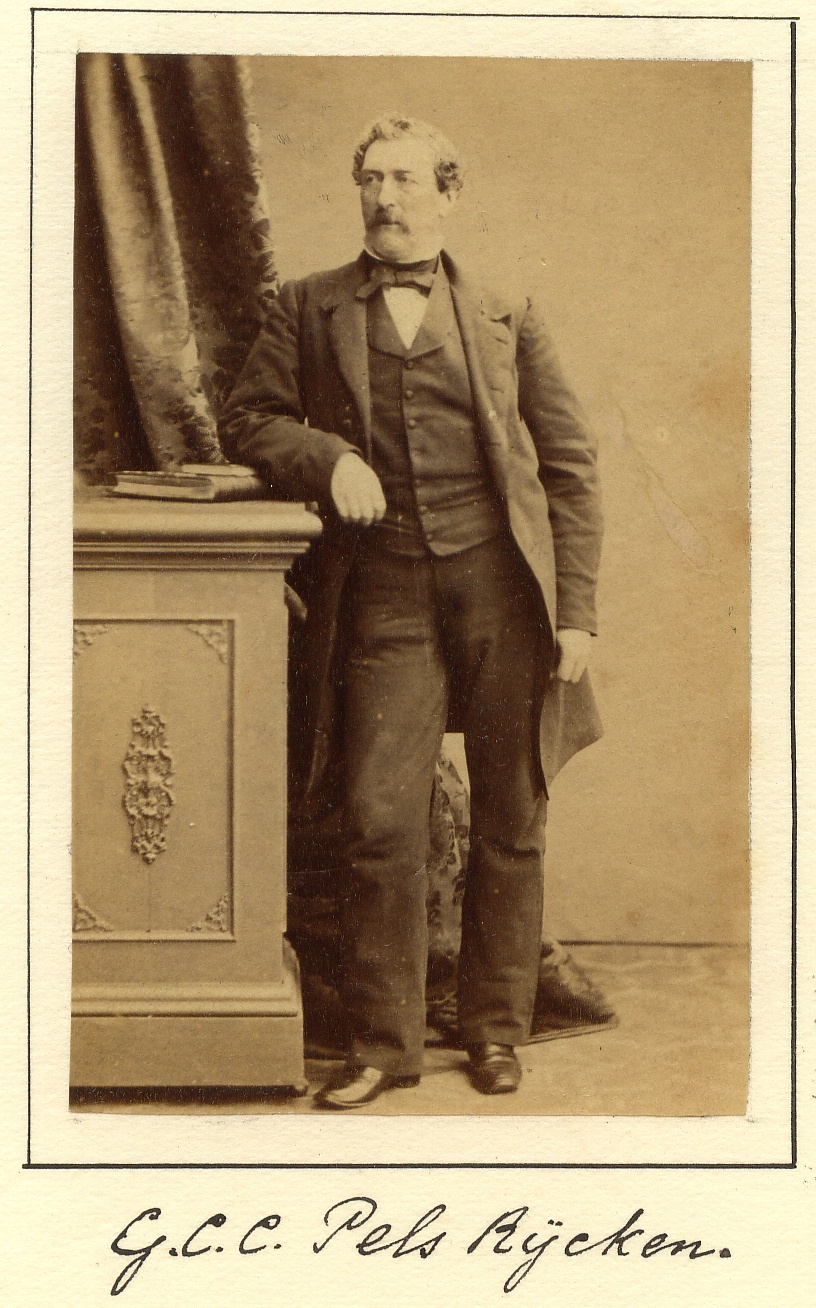

Gerhard Christiaan Coenraad Pels Rijcken (Princenhage, 8 januari 1810 – Breda, 2 mei 1889) was een Nederlandse marineofficier en minister van Marine.

## Biografie
Gerrit Pels Rijcken diende na zijn opleiding in Nederlands-Indië en werd tot marineofficier bevorderd. Hij begon zijn officiersloopbaan in 1831 als luitenant-ter-zee tweede klasse. Hij maakte reizen naar de Middellandse Zee en Sint-Petersburg en werd daardoor een goede bekende van Hendrik van Oranje-Nassau, waarmee hij gedurende zijn hele loopbaan contact onderhield. Hij werd na deze reizen instructeur in Medemblik en Breda.
Hij kreeg, toen de Nederlandse regering de Zr.Ms. Soembing aan Japan aanbood om daar de handelsbetrekkingen mee te verstevigen, in 1855 het bevel over het schip om het van Batavia naar Dejima te varen. Hij werd door de Japanse regering gevraagd om daar als hoofd onderwijs de opleiding tot zeeofficier te verzorgen. De Japanners aanvaardden de Soembing, maar gaven het schip de naam Kanko Maru.
Pels Rijcken zette na zijn verblijf in Japan zijn marineloopbaan voort. Zo was hij commandant van diverse marineschepen en commandant van het Marine-etablissement te Willemsoord. Hij doorliep verschillende rangen. Hij was van 1865 tot zijn overlijden in 1889 adjudant in buitengewone dienst van koning Willem III, in het conservatieve kabinet-Van Zuylen van Nijevelt van 1866 tot 1868 minister van Marine en werd in 1868 tot viceadmiraal (buiten dienst) bevorderd. Hij zette zich er tijdens zijn ambtsperiode als minister onder andere voor in de vloot te vernieuwen en bestelde zes pantserschepen, waaronder drie ramtorenschepen. Dat waren de Zr.Ms. Buffel, die tegenwoordig in Hellevoetsluis ligt, de Zr.Ms. Schorpioen, die als museumschip in Den Helder ligt, en de Zr.Ms. Stier.
Pels Rijcken werd in 1867 tot Commandeur in de Orde van de Nederlandse Leeuw benoemd en in 1868 tot riddergrootkruis in de Orde van de Eikenkroon.

## Persoonlijk
Pels Rijcken kwam uit het geslacht Rijcken. Hij trouwde op 8 januari 1849 in Den Helder met Johanna Maria Catherina Willinck. 